# Rösrath
Rösrath település Németországban, azon belül Észak-Rajna-Vesztfália tartományban. Lakosainak száma 29 206 fő (2023. december 31.). Rösrath Troisdorf, Bergisch Gladbach, Overath és Lohmar községekkel határos.

## Népesség
A település népességének változása:
| Lakosok száma | 20 891 | 28 666 | 28 693 | 28 712 | 28 889 | 29 206 |
|               | 1975   | 2017   | 2019   | 2021   | 2022   | 2023   |